# Afilarmónica NiFú-NiFá

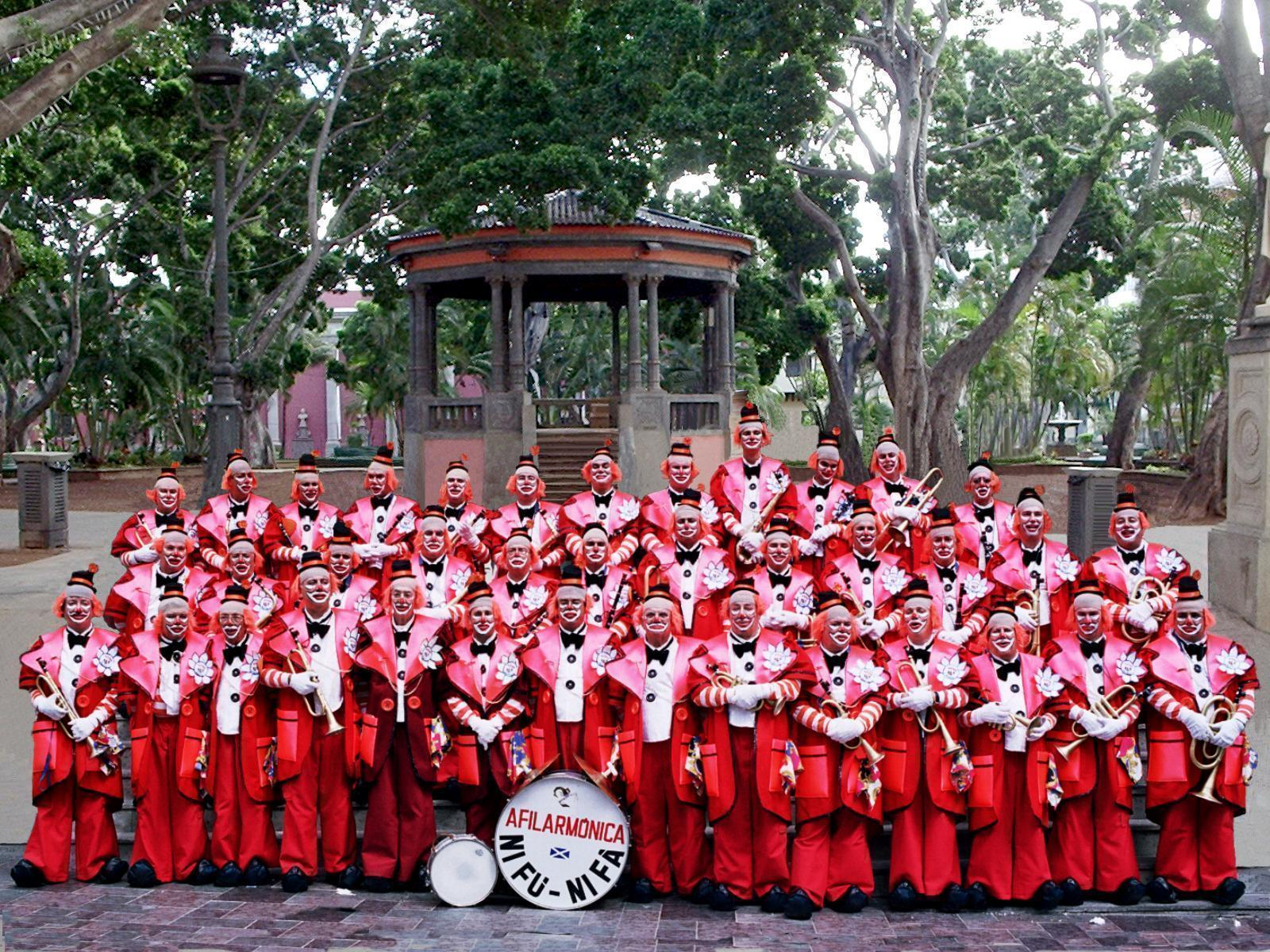
Afilarmónica NiFú-NiFá en el carnaval de 2006.

La Afilarmónica NiFú-NiFá, o simplemente la Fufa como se la conoce popularmente, se fundó en la década de los 50 del siglo XX, aunque no fue hasta 1961 cuando adoptó su nombre actual. Es la murga decana del Carnaval de Santa Cruz de Tenerife y se la considera la madre de las murgas de Canarias. Tiene su sede social en la Calle Antonio Domínguez Alfonso n.º 13, antigua calle de La Noria

## Historia

### Orígenes
Fue en 1917 cuando por primera vez participa en los carnavales de Santa Cruz de Tenerife una chirigota de Cádiz; realmente, eran marineros gaditanos de la dotación del cañonero "Laya", de la Armada española.; Eesa fue la simiente para que en la década de los años veinte naciera la primera murga en Santa Cruz, la murga de "El Flaco",que  desaparecóa en 193, al estallar la Guerra Civil.
Finalizada la Guerra Civil y como el carnaval se celebraba con algo de tolerancia por parte de las autoridades locales, en 1951 un grupo de amigos formaron una “murga” (estando entre ellos el fundador y director de la Afilarmónica NiFú-NiFá, Enrique González Betancourt), que en ese momento no tenía ni nombre; ellos mismos fabricaron los instrumentos musicales: con un barril de sardinas saladas hicieron un bombo, con chapas de hierro hicieron unos platillos y el resto de instrumentos (trompetas, saxofones,...) eran de cartón.
Unos meses antes del carnaval de 1954, este grupo se reunió para organizarse mejor; deciden ponerle un nombre a "su murga"; ya que en los temas que cantaban tenían que "afilar" sus lenguas, decidieron ponerle el nombre de "Afilarmónica"; como además, llevaban un disfraz de "músicos de circo" con unos enormes bigotes postizos, decidieron que el nombre completo sería "Afilarmónica los Bigotudos". Sin embargo, cuando todo estaba ya preparado, una orden del gobernador Civil de la provincia, Arias Navarro, prohibió la celebración de los carnavales. No obstante, "Los Bigotudos" actuaron, después de las fechas del carnaval en algunos actos de la capital tinerfeña (un festival artístico, una cabalgata de las fiestas patronales de un barrio de Santa Cruz, y una fiesta en honor al general Rodrigo, en el Círculo de Amistad XII de Enero, donde fueron recriminados por el entonces gobernador civil).
Aunque reducido el número de integrantes, “Los Bigotudos” seguían ensayando cada año, aunque sin decidirse a salir cuando llegaban las fechas del carnaval, hasta que en 1961 volvieron a reencontrarse con las calles, ya con su nombre actual.

### Ya como Afilarmónica NiFú-NiFá

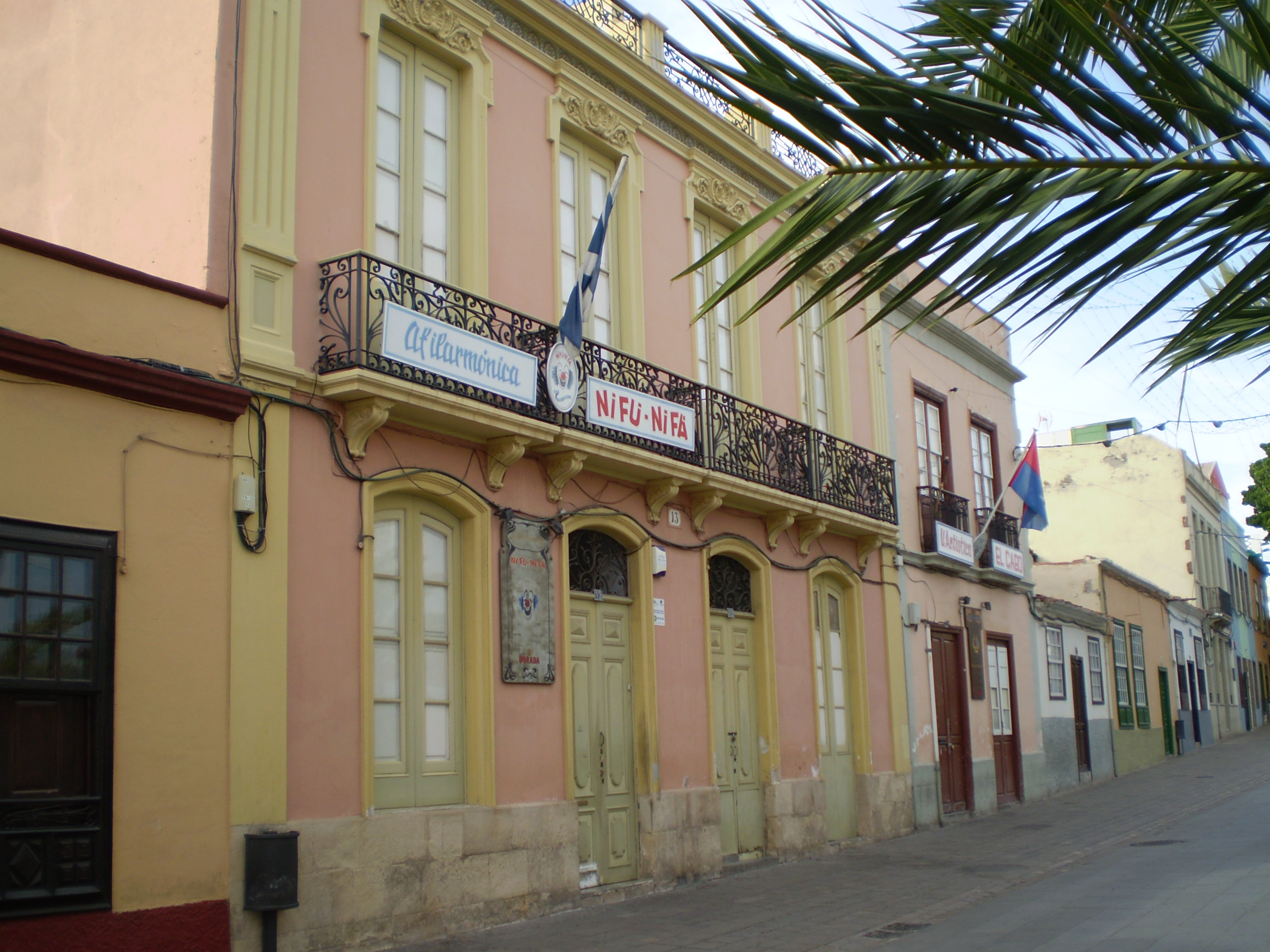
Sede social de la Afilarmónica NiFú-NiFá.

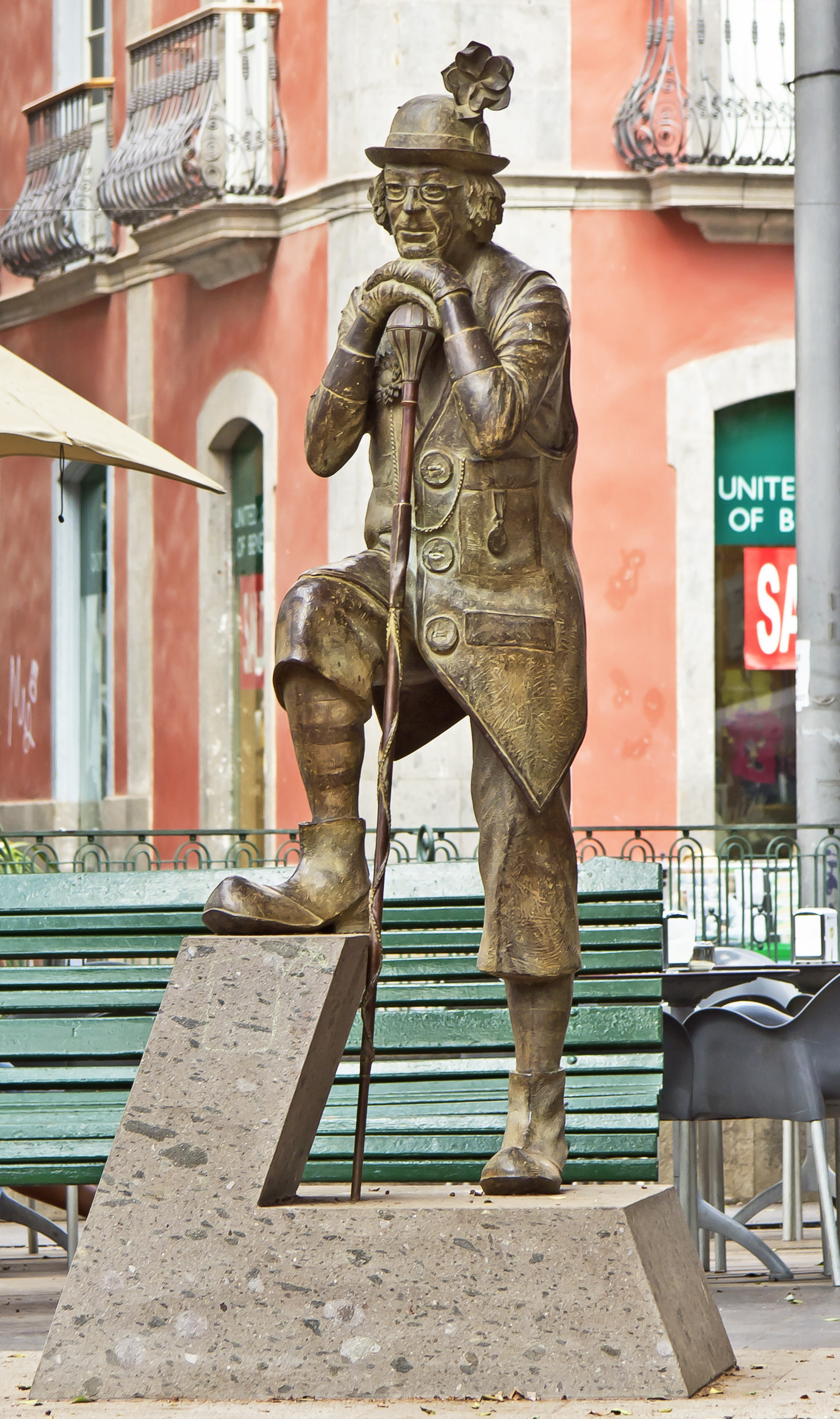
Estatua de Don Enrique González Bethencourt, fundador de la Afilarmónica NiFú-NiFá y padre de las murgas canarias. La estatua se encuentra en la Plaza del Príncipe de Santa Cruz de Tenerife.

En 1961, a punto ya de salir a la calle, se presentó en el local de ensayos una de las personas que habitualmente pasaban por allí; sin embargo, al ver que el nombre que llevaba la murga en el bombo era el de su empresa, se enfadó e hizo retirarlo inmediatamente, diciéndoles al grupo que el nombre que le pusieran a la murga a él "nifú-nifá, pero que la empresa era algo muy serio y no había que mezclarla con el carnaval; así surgió el nombre actual, el de Afilarmónica NiFú-NiFá.
En ese mismo año, cuando solo faltaba un día para terminar las fiestas carnavaleras, al darse cuenta el ayuntamiento capitalino, en contacto con la Delegación Provincial de Información y Turismo, de la presencia de varias murgas desfilando por las calles, preparó el primer concurso de murgas, que se celebró en la Plaza del Príncipe, participando un total de cinco murgas, que, además de la Fufa fueron: la murga de "El Chucho" de Valleseco, la murga "Marte", la murga "La Silenciosa" de Tacoronte y la murga de "Pepe". La ganadora fue la Afilarmónica NiFú-NiFá, ganando de esa forma el primer premio del I Concurso de Murgas de las I Fiestas de Invierno de Santa Cruz de Tenerife. 
En 1962 el concurso de murgas se celebró ya en la Plaza de Toros, siendo este también el primer año que la Afilarmónica NiFú-NiFá editó su libreto (el año anterior habían sacado hojas sueltas con sus canciones, que vendían a una peseta cada una). Por segunda vez, la Fufa gana el concurso, y este hecho se repitió en los siguientes años: (1963, 1964 y 1965). 
En 1963 la Afilarmónica se constituye como Asociación de música festiva Afilarmónica NiFú-NiFá.
En 1966, la ya por entonces veterana Afilarmónica, tomó la decisión de ir al concurso pero participando sin competir por los premios, decisión que se mantiene desde entonces. También fue en 1966, cuando sacan por primera vez el Cubanito, una versión de la canción del mismo nombre del cantante cubano Miguelito Valdés, publicada dos años antes. La murga mantiene el estribillo original, mientras que va cambiando la letra de las estrofas en referencia a temas candentes de actualidad, y se mantiene en su repertorio año tras año hasta la actualidad.
En 1976, acabado el período franquista, se abandona la denominación de "Fiestas de Invierno" impuesta por la dictadura y vuelve el carnaval, aunque solo lo hacía el nombre, ya que la fiesta nunca se había ido.

## Datos destacados
- En 1972, en vista de que ya existían varias murgas infantiles, la Afilarmónica propone a la Comisión de Fiestas crear el "Concurso de murgas infantiles", acto que organizan ellos mismos y que patrocina la Comisión. Este primer concurso, se celebró en la Plaza del Príncipe.
- En 1979 la Fufa impulsa y organiza el Entierro de la Sardina, siendo el propio Enrique González el que durante varios años fabricó la Sardina para este acto.
- También en este año, entra a formar parte de la popular murga como mascota a la edad de 13 años, el joven músico y humorista Martín Eulalio Delgado Estévez, quién es nombrado Socio Honorífico número uno el martes de Carnaval, en la ya tradicional actuación de la Plaza del Príncipe y posterior almuerzo de hermandad del grupo.
- La Afilarmónica NiFú-NiFá tiene desde el año 2000 una calle con su nombre en la capital santacrucera, situada entre la calle de La Noria y el Barranco de Santos.
- En 2007, Enrique González Bethencourt, fundador y director de la NiFú-NiFá, cuya trayectoria murguera comenzó en 1935 con la fundación del grupo Los Guanchi, siguió posteriormente con Los Bigotudos en la década de los cincuenta del siglo XX, y finalmente en la NiFú-NiFá, es nombrado Hijo Predilecto de Santa Cruz de Tenerife.[4]
- El 13 de mayo de 2010, fallece el "Padre de las Murgas". A consecuencia de esto el Exmo. Ayuntamiento de Santa Cruz de Tenerife rinde homenaje ofreciendo el tema de su próximo Carnaval a Don Enrique González Bethencourt.
- El 13 de mayo de 2013, en el tercer aniversario de su muerte, fue inaugurada una estatua en honor a Don Enrique González Bethencourt, ubicada en la Plaza del Príncipe de Santa Cruz de Tenerife.